# 434050 Törökfece
434050 Torokfece è un asteroide della fascia principale. Scoperto nel 2001, presenta un'orbita caratterizzata da un semiasse maggiore pari a 2,389134 UA e da un'eccentricità di 0,194951, inclinata di 5,516941° rispetto all'eclittica.